# Chevalier cul-blanc
Tringa ochropus
Espèce
Statut de conservation UICN

 LC  : Préoccupation mineure
Le Chevalier cul-blanc ou culblanc (Tringa ochropus) est une espèce d'oiseaux limicoles de la famille des Scolopacidae.

## Description
Le Chevalier cul-blanc est un échassier mesurant 20  à   24 cm de long et 39  à   44 cm d'envergure. Les mâles et femelles sont identiques.
Cet oiseau a les ailes noirâtres tachetées de blanc. Son poitrail est strié de gris et son ventre est blanc avec une nette démarcation du poitrail. Le Chevalier cul-blanc tire son nom de son croupion qui est blanc, sa queue, elle, est aussi blanche mais sa partie distale est marquée par des larges barres noires.
Le cul-blanc a un bec assez long et a une ébauche de sourcil qui ne dépasse pas son oeil.

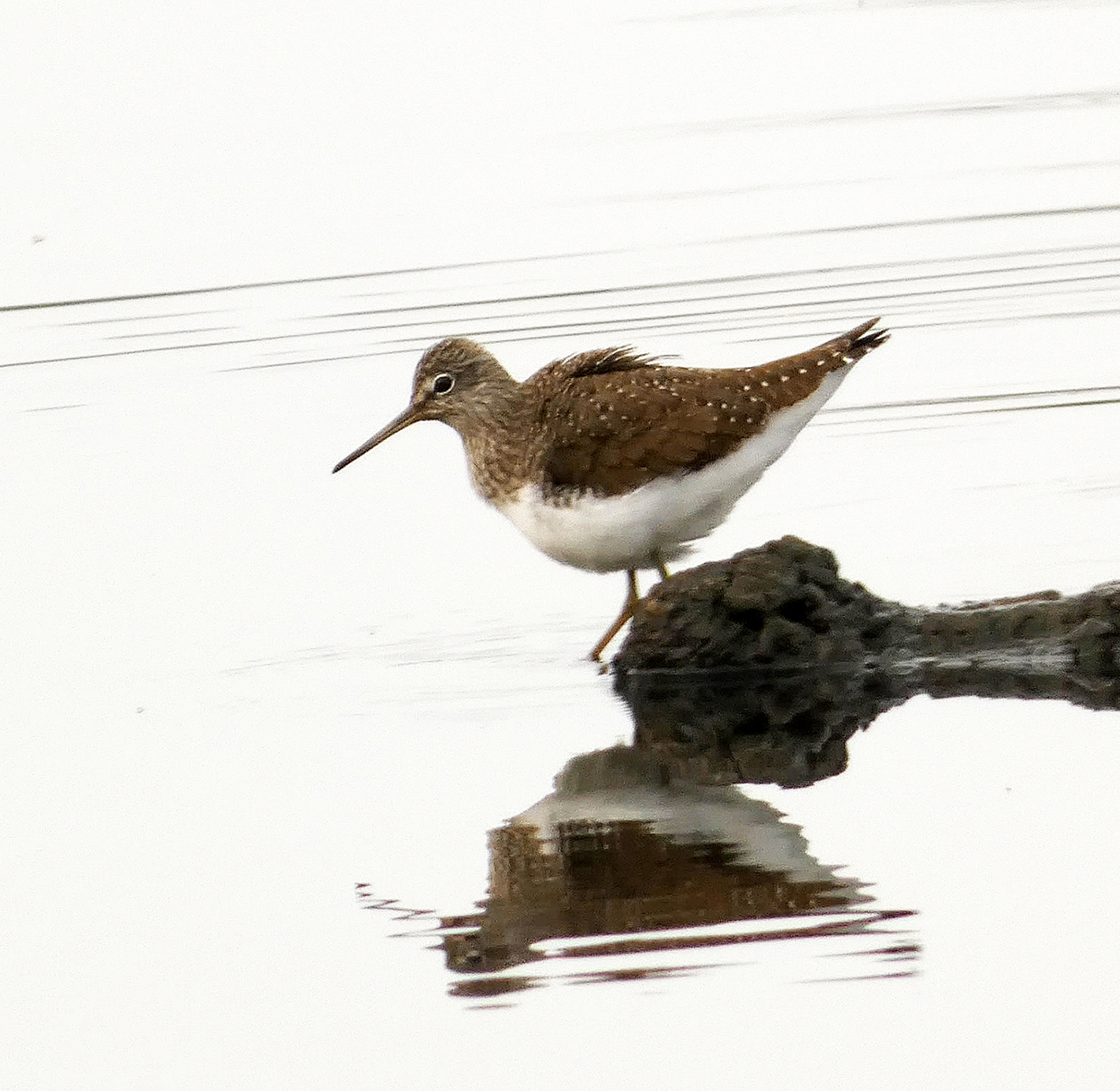
Etangs de la Brenne (France).

Enfin, les pattes de l'oiseau sont vert grisâtre. En vol, ses doigts dépassent à peine de la queue de l'oiseau.

## Répartition et habitat

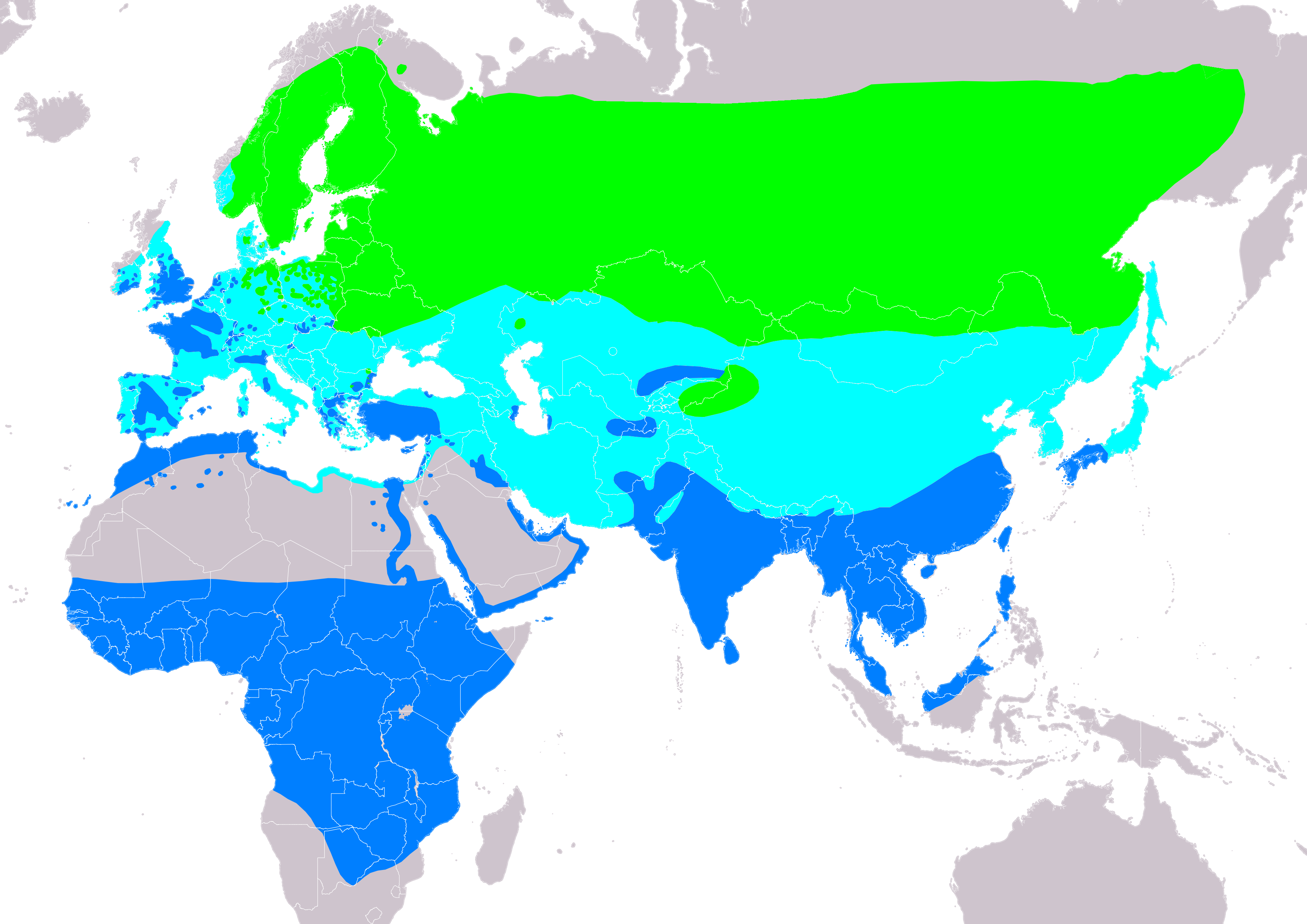
Aire de répartition du chevalier cul-blanc

Cette espèce vit dans les milieux humides (marais, tourbières, lacs...), mais peut faire des haltes migratoires dans des zones cultivées, des côtes et même des villes.

## Protection
Le Chevalier cul-blanc bénéficie d'une protection totale sur le territoire français depuis l'arrêté ministériel du 17 avril 1981 relatif aux oiseaux protégés sur l'ensemble du territoire. Il est donc interdit de le détruire, le mutiler, le capturer ou l'enlever, de le perturber intentionnellement ou de le naturaliser, ainsi que de détruire ou enlever les œufs et les nids, et de détruire, altérer ou dégrader son milieu. Qu'il soit vivant ou mort, il est aussi interdit de le transporter, colporter, de l'utiliser, de le détenir, de le vendre ou de l'acheter.

## Confusions
Le Chevalier cul-blanc peut être confondu avec deux oiseaux : le Chevalier guignette, un oiseau européen, et le Chevalier solitaire, un oiseau américain.
Différences avec le Chevalier guignette : le Chevalier guignette arbore une "virgule" blanche en avant de son poignet, a le bec plus court, le sourcil plus marqué et n'a pas le croupion blanc.
Différences avec le Chevalier solitaire : le solitaire arbore un cercle oculaire blanc plus marqué que le cublanc. Le solitaire a également la queue barrée de noir mais son croupion n'est pas blanc. Enfin, il paraît plus élancé que son cousin européen.

## Galerie

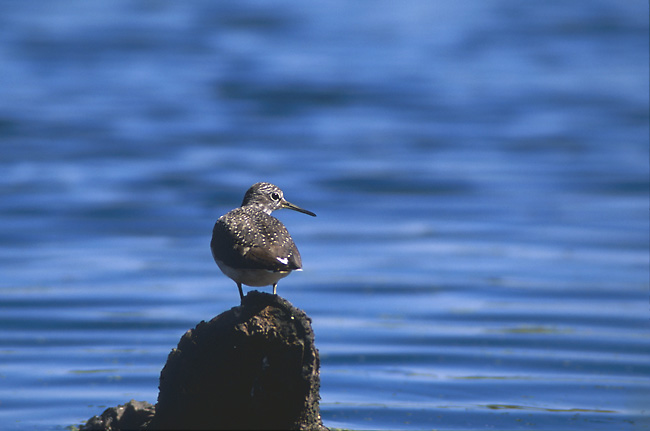
Chevalier cul-blanc
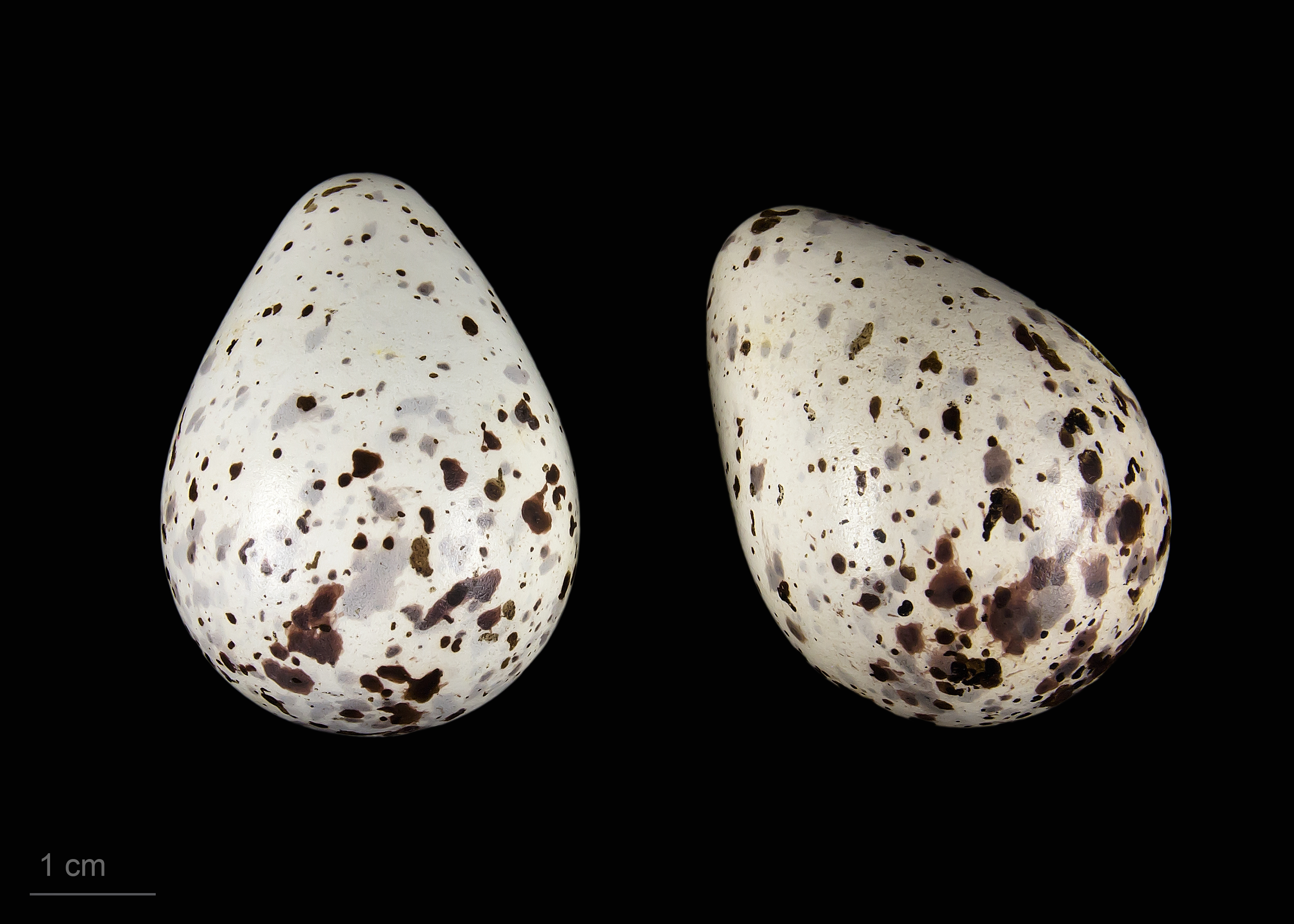
Tringa ochropus - MHNT